# یژوف (ناحیه پلهریموف)

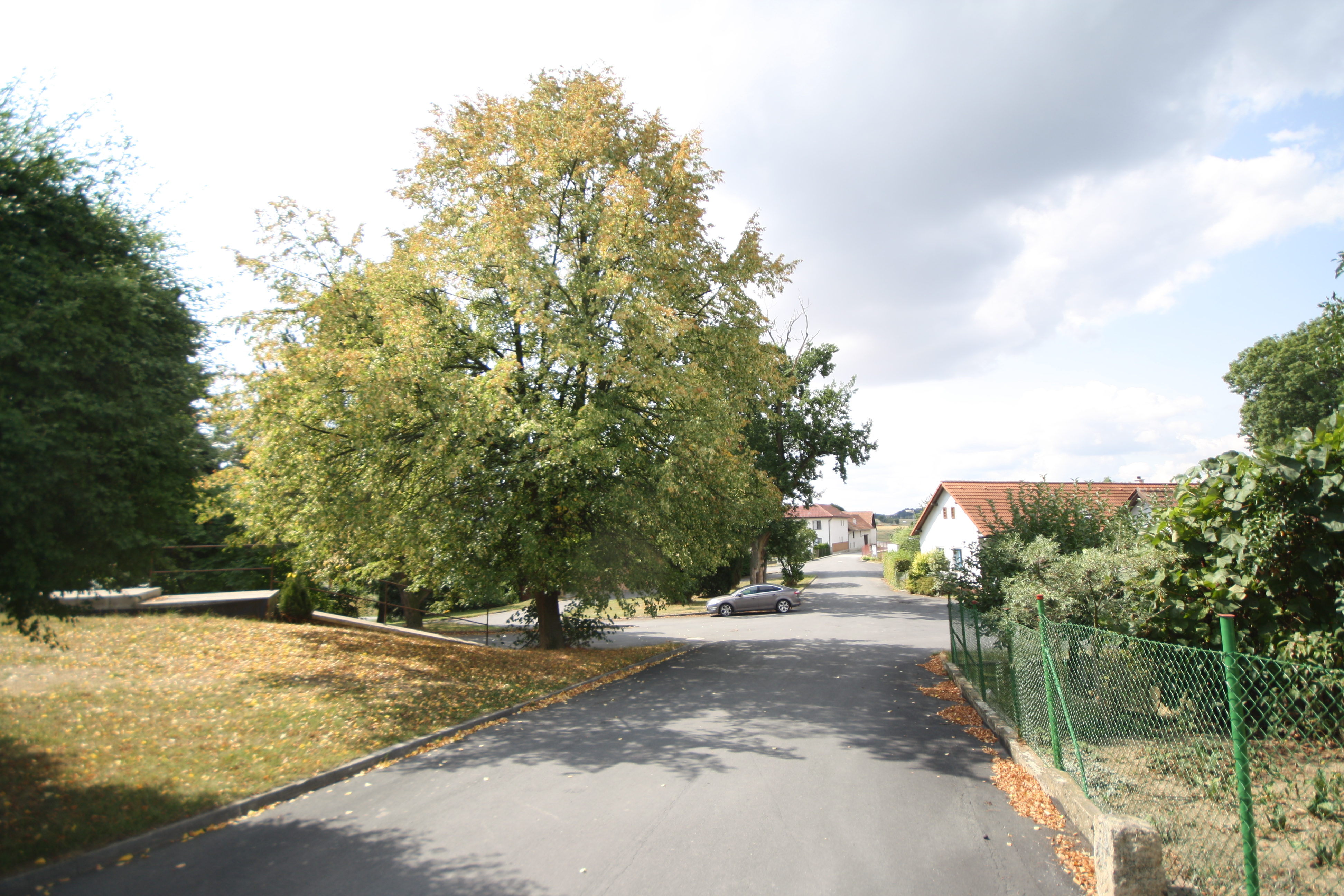
نمایی از منطقه یژوف

یژوف (به چکی: Ježov) یک منطقهٔ مسکونی در جمهوری چک است که در ناحیه پلهریموو واقع شده‌است. یژوف ۳٫۰۲ کیلومتر مربع مساحت و ۶۶ نفر جمعیت دارد و ۴۴۱ متر بالاتر از سطح دریا واقع شده‌است.